# Yanapaccha
Yanapaccha (posiblemente del Quechua yana negro, cascada phaqcha, "cascada negra") es una montaña de la Cordillera Blanca en los Andes del Perú y su elevación es de 5460 metros de altura. 
Tiene dos picos, el sur de 5460 m (el mayor) y el norte de 5380 m.

## Ubicación
Políticamente está situada en la región Áncash, provincia de Yungay, en los distritos de Yanama y Yungay. Yanapaccha se encuentra en el parque nacional Huascarán, en la cabecera de la quebrada de Llanganuco al sureste del nevado de Chacraraju.

## Estudios
El Instituto Nacional de Investigación en Glaciares y Ecosistemas de Montaña (Inaigem) desde año 2015 viene realizando estudios ambientales en dicha montaña acerca de la deposición del carbono negro, con la finalidad de monitorear la calidad del aire

## Ascensiones históricas
- Estados Unidos La primera ascensión fue realizada el 23 de junio de 1954, por la arista noroeste de la montaña por una expedición estadounidense conformada por Fred Donald Ayres, Alexander Creswell, Richard Irwin, David Michael y Leigh Ortenburger.[6][7][8]